# Biografielijst Ph

## Pha
- Phạm Thị Hài (1989), Vietnamees roeier
- Phạm Thị Thảo (1989), Vietnamees roeier
- Phan Thị Hà Thanh (1991), Vietnamees gymast

## Phe
- Brittany Phelan (1991), Canadees freestyleskiester
- Kieran Phelan (1949-2010), Iers politicus
- Edmund Phelps (1933), Amerikaans econoom
- Michael Phelps (1985), Amerikaans zwemmer
- Kelly Joe Phelps (1959-2022), Amerikaans muzikant

## Phi

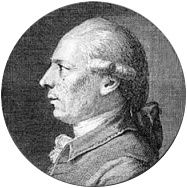
François Philidor

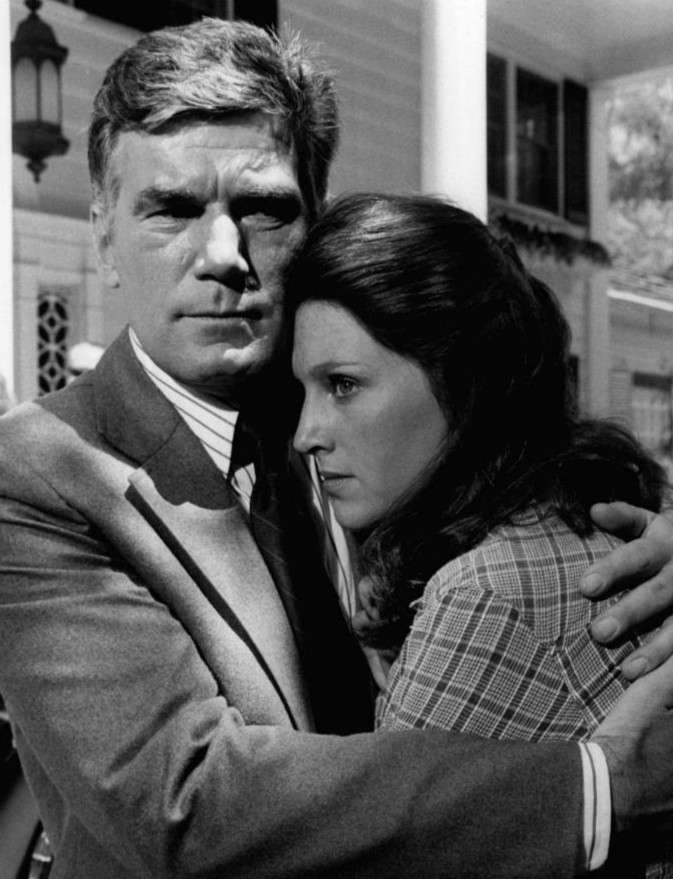
Wendy Phillips (rechts), 1976

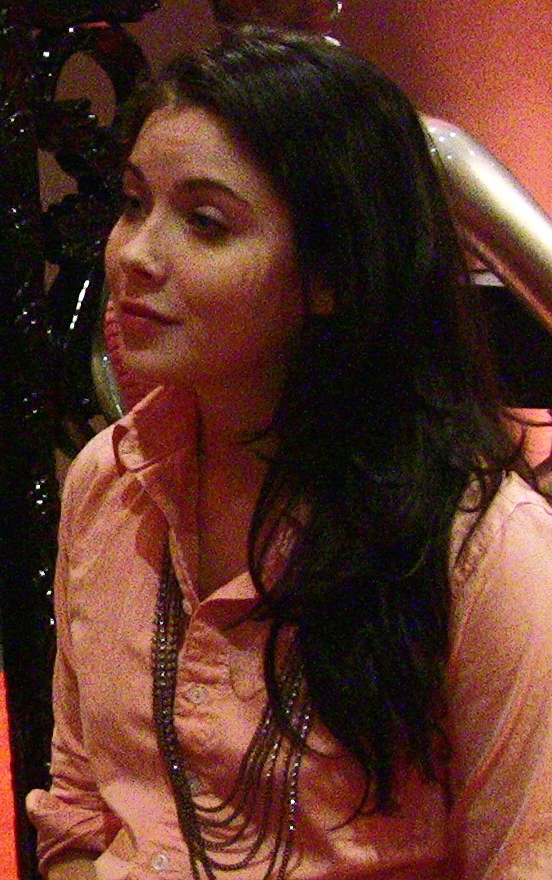
Grace Phipps in 2011

- Phidias (5e eeuw v.Chr.), Grieks beeldhouwer
- Kim Philby (1912-1988), Brits dubbelspion
- François Philidor (1726-1795), Frans schaker
- Philip Mountbatten (1921-2021), Brits prins-gemaal
- Paul Philipp (1950), Luxemburgs voetballer en voetbalcoach
- Marlies Philippa, Nederlands historisch taalkundige en schrijfster
- Richard Philippe (1990), Frans autocoureur
- Waldemar Philippi (1929-1990), Duits-Saarlands voetballer
- Leona Philippo (1979),  Nederlands singer-songwriter en actrice
- Mark Philippoussis (1976), Australisch tennisser
- Philippus de Arabier (ca. 204-249), Romeins keizer (244-249)
- Philippus II (237-249), Romeins medekeizer (247-249)
- Anton Philips (1874-1951), Nederlands industrieel
- Frits Philips (1905-2005), Nederlands industrieel
- Gerard Philips (1858-1942), Nederlands industrieel
- Gina Philips (1970), Amerikaans actrice en filmproducente
- Luc Philips (1915-2002), Vlaams acteur
- Paul van Philips (1923-1997), Surinaams politicus en hoogleraar
- Herman Philipse (1951), Nederlands filosoof
- Anna Lise Phillips, Australisch actrice
- Derek Phillips (1976), Amerikaans acteur
- Dwight Phillips (1977), Amerikaans atleet
- Michelle Phillips (1944), Amerikaans actrice en zangeres
- Nathan Phillips (1980), Australisch acteur
- Peter Phillips (1939-2025), Engels graficus en kunstschilder
- Peter Phillips (1977), Brits "royal"
- Sam Phillips (1923-2003), Amerikaans platenbaas
- Tim Phillips (1990), Amerikaans zwemmer
- Wendy Phillips (1952), Amerikaans actrice
- William Daniel Phillips (1948), Amerikaans natuurkundige en Nobelprijswinnaar
- Rob Phillis (1956), Australisch motorcoureur
- Trevor Philp (1992), Canadees alpineskiër
- Ryan Phinny (1989), Amerikaans autocoureur
- Grace Phipps (1992), Amerikaans actrice

## Pho
- Joaquin Phoenix (1974), Amerikaans acteur
- River Phoenix (1970-1993), Amerikaans acteur